# Tvärsjön, Västmanland
Tvärsjön är en sjö i Lindesbergs kommun i Västmanland och ingår i Norrströms huvudavrinningsområde. Sjön har en area på 0,124 kvadratkilometer och ligger 62,1 meter över havet.

## Delavrinningsområde
Tvärsjön ingår i det delavrinningsområde (660365-148500) som SMHI kallar för Utloppet av Finnåkerssjön. Medelhöjden är 59 meter över havet och ytan är 11,95 kvadratkilometer. Räknas de 5 avrinningsområdena uppströms in blir den ackumulerade arean 140,36 kvadratkilometer. Ässingån (Finnåkersån) som avvattnar avrinningsområdet har biflödesordning 3, vilket innebär att vattnet flödar genom totalt 3 vattendrag innan det når havet efter 183 kilometer. Avrinningsområdet består mestadels av skog (66 procent) och jordbruk (15 procent). Avrinningsområdet har 1,18 kvadratkilometer vattenytor vilket ger det en sjöprocent på 9,9 procent.